# David Stanley Seigler
David Stanley Seigler ( 1940 - ) es un botánico y profesor estadounidense, que desarrolla actividades académicas en el Departamento de Biología Vegetal, Universidad de Illinois, Urbana . Realizó extensas recolecciones botánicas en Morelos, Chiapas, Michoacán, Colima, Oaxaca, Jalisco, Chihuahua
Obtuvo su PhD, en 1967, en la Universidad de Oklahoma.

## Algunas publicaciones
- 1970.

### Libros
- 2003. Phytochemistry of Acacia sensu lato. Ed. Pergamon. 873 pp.
- 1998. Plant secondary metabolism. Ed. Springer. 759 pp. ISBN 0412019817 En línea
- Herbert N. Nigg, David S. Seigler. 1992. Phytochemical resources for medicine and agriculture. Ed. Plenum Press. 445 pp. ISBN	0306442450
- Kevin C. Spencer, Larry A. Hauser, David S. Seigler. 1985. Systematics of Adenia (Passifloraceae): numerical analysis and chemistry. Ed. Dept. of Plant Biology, University of Illinois. 44 pp.
- David A. Young, David S. Seigler. 1981. Phytochemistry and angiosperm phylogeny. Ed. Praeger. 295 pp. ISBN 0030560799
- Society for Economic Botany (U.S.), David S. Seigler. 1977. Crop resources: proceedings of the 17th annual meeting of the Society for Economic Botany, the University of Illinois, Urbana, June 13-17, 1976. 233 pp. ISBN 0126349509
- 1967. I. The kinetics of the epimerization of a dimethyl cis and trans-1,2-cyclo-alkanedi-carboxylates ; II. A study of the phyto-chemistry of the genus Cnidoscolus ; III. The X-ray crystal structure of trans-1,3-cyclobutanedicarboxylic acid. Ed. University of Oklahoma. 638 pp.

- La abreviatura «Seigler» se emplea para indicar a David Stanley Seigler como autoridad en la descripción y clasificación científica de los vegetales.[2]